# Ogiek
Ogiek (Okiek; ponekad ih nazivaju i Ndorobo, termin koji pokriva i kulturno srodne, ali ne i jezično Elmolo, Assa ili Aasax, Yaaku, i druge), pleme istočnoafričkih crnaca, jednog od posljednjih lovačko-sakupljačkih društava, nastanjeni duboko u planinskim šumama Mau u Keniji, između rijeka Amala i Ewaso Ng'iro. Na području Tanzanije također živi jedna njihova skupina ali se danas služe jezikom maasai.  Svoj život provode u lovu na antilope i divlje svinje, što se danas smatra ilegalnim, te u potrazi za medom i divljom biljnom hranom. Med zauzima središnje mjesto u kulturi Ogieka. Iz njega se pravi piće, s njime se trguje, i važna je životna namirnica. Tri njihove skupine su Sogoo u šumi Mau,  Akiek u Tanzaniji i Ogiek iz Kinare koji danas govore kikuyu.

## Populacija
Populacija im iznosi oko 45,000 (36,869; 2000).

## Jezik
Jezik okiek ili ogiek pripada skupini kalenjin, i preko njih pripada nilotskim jezicima.  Neke skupine se asimiliraju među Masaje, ili među Kikuyu crnce (grupa iz Kinarea). Dijalekti su mu: okiek, suiei i sogoo (sokoo).

## Vanjske poveznice
- Ogiek
- Okiek
- Ogiek